# Colpi di stato ottomani del 1807-1808

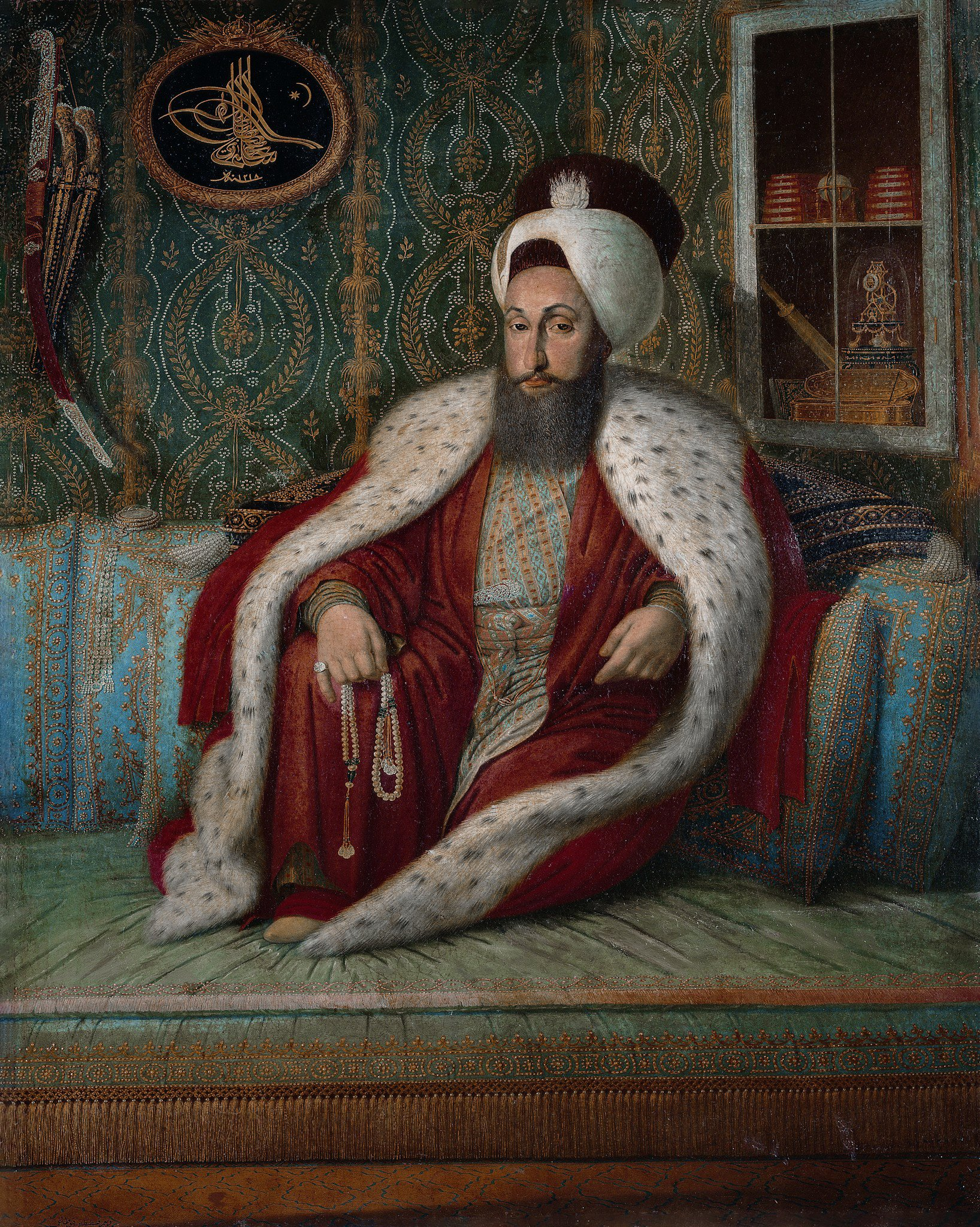
Il sultano Selim III - dipinto di Konstantin Kapidagli, 1803.

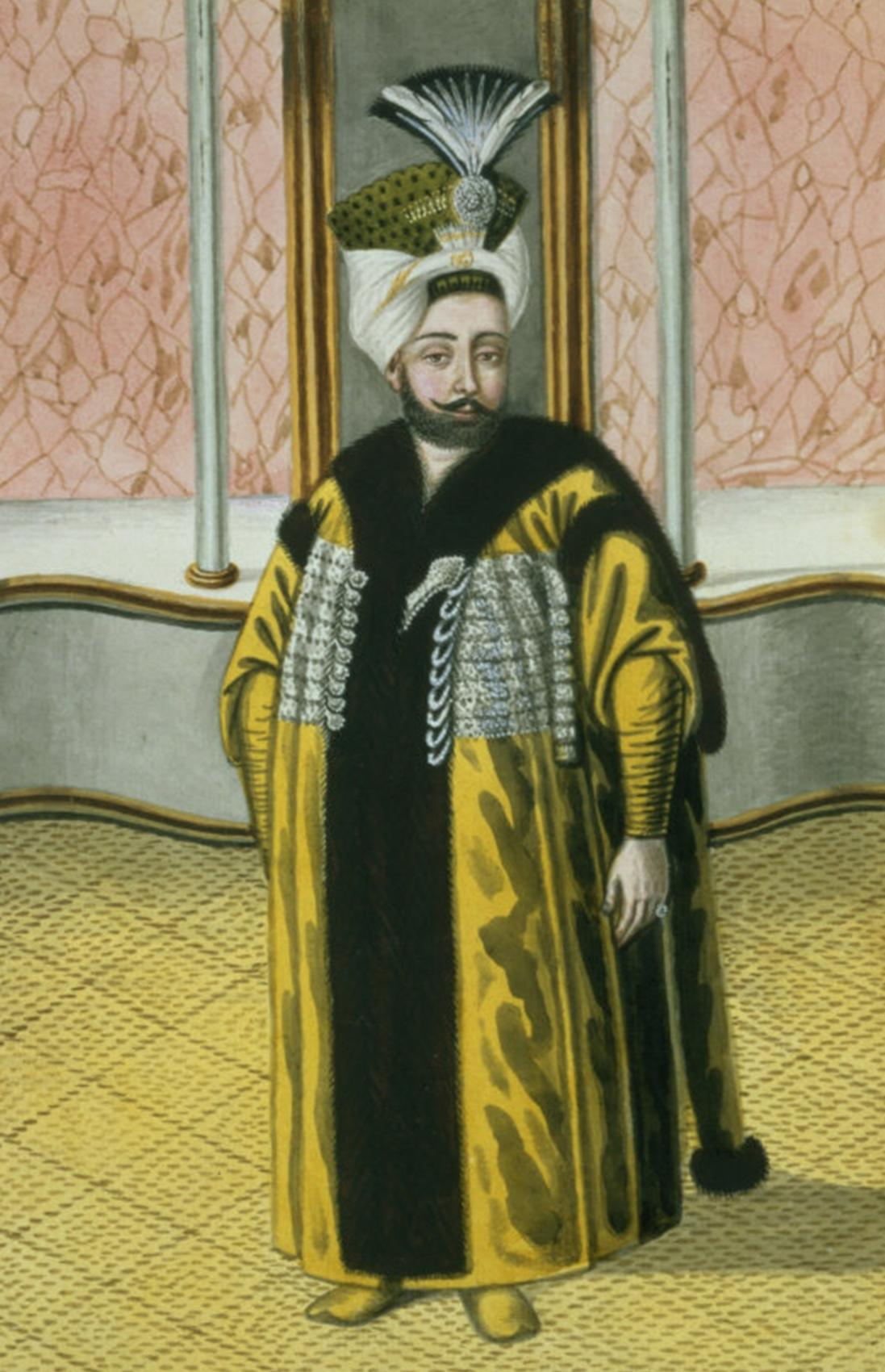
Il sultano Mustafa IV.

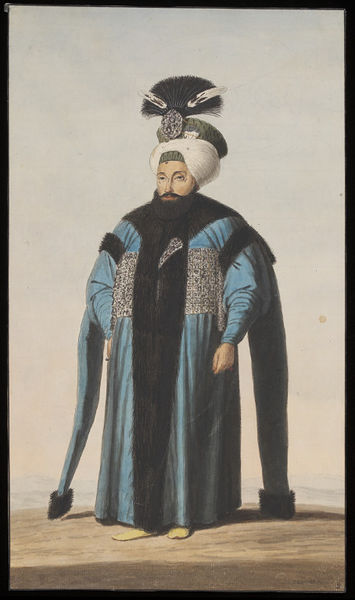
Il sultano Mahmud II nel 1809.

I colpi di stato ottomani del 1807-1808 furono un insieme di rivolte, detronizzazioni e proclamazioni che coinvolsero tre sultani dell'Impero ottomano a seguito dei tentativi di riforma della macchina statale turca promossi dal sultano Selim III (regno 1789-1807).

## Cause
Lungo tutto il corso del XVIII secolo, l'Impero ottomano aveva risentito di un ristagno politico-militare che si era declinato in un sistemico incancrenimento della burocrazia costantinopolitana e nella progressiva, apparentemente insanabile, riduzione dei territori soggetti all'autorità della Sublime porta. Tra le principali cause di questa rovina vengono solitamente indicate la politica fortemente reazionaria dei giannizzeri, non più semplice truppa d'élite al servizio del sultano bensì una corrotta guardia pretoria affonnossamente impegnata a difendere i propri privilegi, e l'inanità politica dei sultani.
Nel 1789, mentre in Europa germinava la Rivoluzione francese, ascese al trono d'Istanbul Selim III, nipote del defunto sultano Abdul Hamid I. Impegnato sin dai primi giorni del suo regno a chiudere la rovinosa Guerra russo-turca (1787-1792), il nuovo monarca turco comprese la brutale necessità di riformare il suo dominio per renderlo capace di contenere la potenza degli stati europei.
Selim varò allora una serie di riforme volte ad occidentalizzare l'impero, cominciando dall'esercito: istituì il Nizam-ı Jedid, il primo esercito turco moderno, foraggiato di uomini e mezzi tramite leva obbligatoria e nuove tasse, ed equipaggiato con armi e istruttori europei. Già nel 1805 però, il malcontento creato nella fazione anti-riformista costantinopolitana sfociò in una rivolta dei giannizzeri ad Edirne (una sorta di proto-colpo di Stato) che costrinse Selim a frenare la costituzione del Nizam a nuova principale forza armata di terra ottomana.
Nel frattempo, per garantirsi supporto contro l'ingerenza dell'Impero austro-ungarico e dell'Impero russo, Selim III si vide costretto a stringere un'improbabile alleanza (maggio 1806) con Napoleone Bonaparte, già responsabile di aver destabilizzato i domini della Porta con la sua Campagna d'Egitto (1798-1801). Preoccupato dalla mossa del sultano, l'Impero britannico (tradizionale alleato europeo dei Turchi) inviò una flotta a Costantinopoli che venne respinta nel febbraio del 1807. La sigla della Pace di Tilsit (7 luglio 1807) tra Napoleone e lo zar Alessandro I, con conseguente creazione di una coalizione franco-russa in chiavi anti-britannica ed anti-turca, mandò però tutto a monte.

## Primo colpo di Stato (1807)
I malumori costantinopolitani provocati dalla Pace di Tilsit provocarono l'aperta rivolta dei giannizzeri, coalizzatisi con le truppe ausiliarie degli yamaklar di Kabakçı Mustafa ribellatisi sul Bosforo il 25 maggio. Il Nizam-ı Jedid restò inerte di fronte agli eventi, paralizzato dall'intervento del burocrate reazionario Köse Musa, dando modo alla fresca alleanza tra yamaklar e giannizzeri di consolidarsi. Dopodiché, mentre gli alti ufficiali del Nizam venivano assassinati, allo Sheikh ul-Islam venne fatta promulgare una fatwā che autorizzava i credenti a catturare l'"indegno" sultano. I ribelli deposero dunque Selim e lo sostituirono con suo cugino Mustafa IV che perdonò i ribelli, alleandosi con la fazione dei giannizzeri, e rinchiuse il predecessore nel Palazzo Topkapı, lasciando Kabakçı Mustafa (nominato nuovo governatore del Bosforo) signore de facto dell'impero ottomano.
Messo agli arresti in una prigione dorata, Selim III mantenne contatti con il cugino Mahmud, fratello dell'usurpatore Mustafa IV e più sensibile alle istanze di rinnovamento dell'impero del sultano messo al potere dai reazionari.

## Secondo colpo di Stato (1808)
Scontento del nuovo assetto costantinopolitano creato dal primo colpo di Stato, il Pascià di Rusçuk, Alemdar Mustafa Pascià "Bayraktar", ordì un secondo colpo di mano ai danni di Kabakçı e del sultano Mustafa IV. Kabakçı venne eliminato nel suo quartier generale sul Bosforo durante i festeggiamenti per il suo matrimonio (13 luglio 1808), dopodiché l'armata ribelle forte di 15 000 uomini raggiunse Istanbul (20 luglio). Mustafa IV fece frettolosamente assassinare Selim ed ordinò anche l'esecuzione del fratello Mahmud, onde presentarsi come unico membro degli osmanidi ancora in vita e placare i ribelli. Mentre Selim veniva strangolato nell'harem, Mahmud riuscì però a salvarsi (secondo la leggenda grazie all'aiuto di una schiava fedele che lo fece travestire da popolano), così quando Mustafa IV mostrò ai ribelli che assediavano il Topkapı il cadavere del sultano deposto, Alemdar Mustafa lo fece imprigionare e nominò Mahmud II nuovo sultano. Il potere restò a questo punto nelle mani di Bayraktar, nominato gran visir del nuovo sultano.

## Terzo colpo di Stato (1808)
Già intimo di Selim e favorevole ai suoi progetti di riforma, Alemdar Mustafa Pascià, con il benestare del neoeletto sultano Mahmud, rimise in moto il processo di rinnovamento dell'impero ottomano: convinse alcuni pascià a sottoscrivere la Carta dell'Alleanza (in turco Sened'i İttifak) per regolarizzarne i poteri ed avviò l'organizzazione di un nuovo esercito fedele al sultano. Mustafa IV venne giustiziato (17 novembre) per scoraggiare un nuovo tentativo di rivolta da parte della corrente reazionaria (fond. i giannizzeri) ma questa risolse allora di colpire il nuovo capo dei riformatori, onde garantirsi uno stabile ritorno allo status quo. Una nuova rivolta gettò nel caos Istanbul e Bayraktar venne assassinato dai ribelli nella sua residenza cittadina. Mahmud II venne poi costretto a rinunciare ai suoi sogni di renovatio imperii.

## Lascito
Per vent'anni, il sultano Mahmud II si costruì una solida base di potere, mentre l'impero perdeva sistematicamente prestigio, potere e territori a favore delle potenze occidentali causa l'immobilismo provocato dalla supremazia della fazione reazionaria ottomana. Lo scoppio della guerra d'indipendenza greca, nel 1821, spianò poi il campo della risoluzione del problema.
Nel 1825 Mahmud ordinò la costituzione di un nuovo esercito su modello occidentale e procedette subito all'arruolamento di artiglieri europei. Ai giannizzeri venne chiesto (1826) di fornire i loro migliori elementi per formare il primo nucleo della nuova ocak ma questi si ribellarono (15 giugno), dando al sultano il pretesto per sciogliere il corpo. Nel corso di quello che divenne poi noto come l'Incidente di buon auspicio (Vaka-i Hayriye), diversi giannizzeri vennero massacrati in una sanguinosa guerriglia per le vie di Costantinopoli, i loro alti ufficiali vennero imprigionati e giustiziati e la fratellanza sufi dei Bektashi, strettamente legata da secoli ai giannizzeri, venne dichiarata fuorilegge. Al cronista di corte, Mehmet Esad Efendi, venne ordinato di redigere una cronaca dell'accaduto che venne data alle stampe ad Istanbul nel 1828 con il titolo Üss-i Zafer (lett. "La fondazione della vittoria").
L'eliminazione dei giannizzeri segnò il definitivo avvio della modernizzazione dell'impero ottomano messa in atto da Mahmud II e concretizzatasi nelle Tanzimat di suo figlio Abdülmecid I.